# Gilesgate
Gilesgate est un quartier, situé dans le Comté de Durham, au Nord-Est de la ville de Durham au Royaume-Uni.